# Хибна дифузія
Хибною дифузією називають типову похибку обчислень, що виникає тоді, коли конвекційний член в рівняннях конвекції-дифузії апроксимують за так званою «навітряною схемою» (різницевою схемою, направленою проти потоку). Для конвекційного члена можна використати точнішу центральну різницеву схему, але для сіток з клітинним числом Пекле, більшим ніж 2, центральна різницева схема нестійка, а тому часто використовують односторонню простішу «навітряну схему». Як наслідок такого спрощення в дво- або тривимірних  системах виникають доданки, що схожі на дифузійні. Ці доданки не відповідають жодному фізичному процесу, і є артифактом обчислень.  За останні 20 років розроблено багато чисельних методів розв'язування рівнянь конвекції-дифузії, та жоден із них не є бездоганним, а проблема хибної дифузії залишається однією з найсерйозніших, і викликає чимало суперечок та плутанини серед аналітиків чисельних методів.

## Визначення
Хибну дифузію визначають як помилку, що проявляється в дифузно-подібному зовнішньому вигляді рівнянь і  виникає тоді, коли для чисельного розв'язання задач переносу  в багатовимірних випадках застосовується навітряна різницева схема. Помилка виникає лише тоді, коли потоки не є  ортогональними до  якоїсь  з головних осей системи.   Коли потік  ортогональний або паралельний головним осям помилка відсутня.

## Приклад
На малюнку 1 показано сітку розрахунку для задачі переносу тепла з однорідними діагональними швидкостями потоку u = 2 та v = 2 м/с. Граничні умови для температури на північній і західній стіні 100 °С, а   на схід і південь— 0 °С.  Область розбито на квадратну сітку 10 × 10. Візьмемо два випадки, (I) з коефіцієнтом дифузії ≠ 0 і, випадок (II) з коефіцієнтом дифузії = 0.

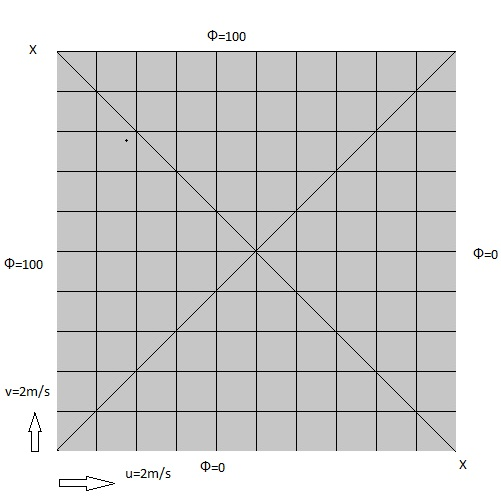
Мал.1. Область потоку, що ілюструє хибну дифузію.

1. У цьому випадку тепло від західної і південної стіни здійснюються за допомогою конвективного потоку в напрямку північної та східної стіни.  Тепло також розсіюється по діагоналі від верхнього до нижнього трикутника.  На малюнку 2 показано приблизний розподіл температури.
2. В цьому випадку тепло від західної і південної стіни конвективний потік переносить у напрямку півночі та сходу. Жодної дифузії по діагоналі нема, але, якщо застосовується навітряна різницева схема, то результати схожі на випадок (I), де відбувається справжня дифузія . Ця помилка обчислень називається хибною дифузією.

## Історія

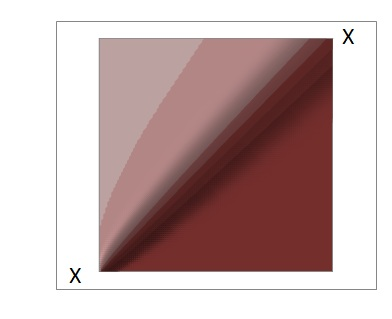
Мал. 2. Північний та західний край області утримуєть при тепературі 100 °C, а південний та східний — стіна перебуває при 0 °С. Тепло поширюється по діагоналі XX. Показано результати розрахунку з врахуванням дифузії.

У ранніх підходах, коли похідні в диференціональній формі рівняння переносу заміняли на скінченні різниці, зазвичай застосовувалися центральні різницеві апроксимації другого порядку точності. Однак при великих числах Пекле (зазвичай більших ніж 2) це наближення дає неточні результати.  Незалежно один від одного кілька дослідників запропонували простішу навітряну схему, яка, однак, має тільки перший порядок точності. 
Проте виявилося, що ця схема у багатовимірних випадках дає результати з хибною дифузією. Розроблено чимало нових схем, що ставили собі за мету запобігти хибній дифузії, та надійна, точна й економічна схема дискретизації досі відсутня.

## Зниження помилок

### Дрібніше розбиття

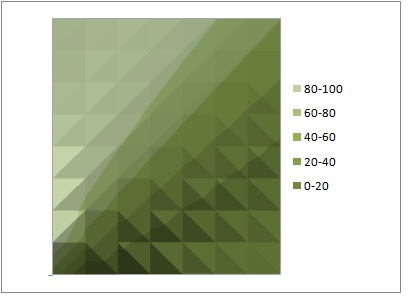
Мал. 3. Результат розрахунку за навітряною схемою при розбитті 8X8.

Хибна дифузія при використанні навітряної різницевої схеми знижується з використанням дрібнішої сітки. При порівнянні рисунків  3 та 4  несправжня  дифузія набагато найнижча на рисунку 4, де сітка дрібніша.

### Інші схеми
Помилкову хибну дифузію також можна зменшити за допомогою інших схем, таких як степенева схема, схема QUICK, експоненціальна схема, схема Succa тощо.

### Покращення навітряної схеми
Хибна дифузія виникає при використанні  простої навітряної схеми тому, що схема не враховує нахил сітки відносно напрямку потоку.  Наближений вираз для терміна хибної-дифузії в двох вимірах запропонували де Валь Девіс та Маллінсон (1972)
{\displaystyle {\displaystyle {\tau _{fc}^{\star }={\frac {\rho \ U\,\Delta x\,\Delta y\sin 2\theta }{4(\Delta y\sin ^{3}\theta +\Delta x\cos ^{3}\theta )}}}},}

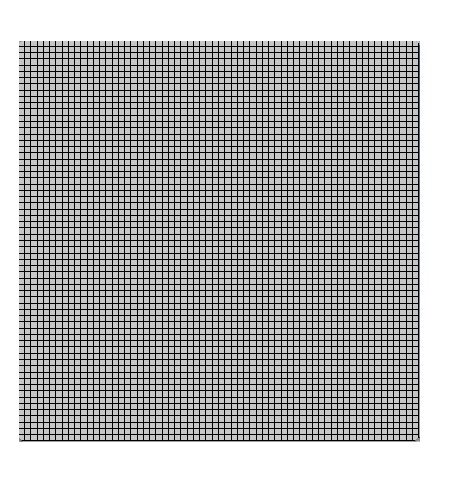
Мал. 4(а). Сітка 64х64

де U є  швидкістю потоку, а θ — кут, утворений вектором швидкості з напрямком х.  Хибна дифузія відсутня, коли  потік вирівнюється  з лініями сітки, і найбільша, коли напрямок потоку має кут 45˚ до ліній сітки.

### Визначення точності наближення для конвенційного члена
Розклад у ряд Тейлора для {\displaystyle \phi _{W}} та {\displaystyle \phi _{P}} в момент часу {\displaystyle t+k\Delta t}  дає 
{\displaystyle \phi _{Wk}=\phi _{wk}-\left({\frac {\delta x_{i}}{2}}\right)\left({\frac {\partial \phi }{\partial x}}\right)_{wk}+{\frac {1}{2!}}\left({\frac {\delta x_{i}}{2}}\right)^{2}\left({\frac {\partial ^{2}\phi }{\partial x^{2}}}\right)_{wk}+\cdots .} {\displaystyle {(2a)}}
{\displaystyle \phi _{Pk}=\phi _{wk}-\left({\frac {\delta x_{i}}{2}}\right)\left({\frac {\partial \phi }{\partial x}}\right)_{wk}+{\frac {1}{2!}}\left({\frac {\delta x_{i}}{2}}\right)^{2}\left({\frac {\partial ^{2}\phi }{\partial x^{2}}}\right)_{wk}+\cdots .} {\displaystyle {(2b)}}

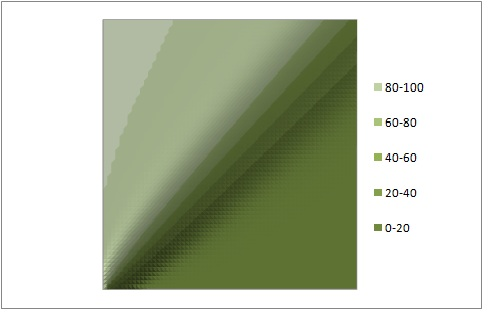
Мал. 4(б). Результат навітряної схеми для сітки 64 × 64

Навітряне наближення для конвекції використовує {\displaystyle {\phi _{wk}=\phi _{Wk}}.}  
Нехтуючи членами вищого порядку в рівнянні (2а), похибка конвекційного потоку у цьому наближенні дорівнює {\displaystyle {-\rho _{w}u_{w}\delta y_{i}\left({\frac {\delta x_{i}}{2}}\right)\left({\frac {\partial \phi }{\partial x}}\right)_{wk}}.} Вона має форму дифузійного потоку {\displaystyle \phi }
{\displaystyle \tau _{fc,UAC}^{\star }={\rho _{w}u_{w}\left({\frac {\Delta x_{i}}{2}}\right)}} {\displaystyle {(3)}}
Нижній індекс {\displaystyle fc} нагадує про те, що це хибна дифузія, що випливає з наближення конвекційного потоку в момент {\displaystyle t+k\,\Delta t} за навітряною схемою.

### Алгоритм косої навітряної кутової конвенції (SUCCA)

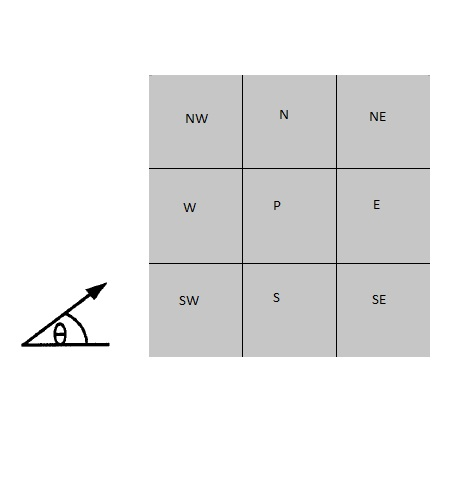
Мал. 5. Схема SUCCA для кластера комірок сітки.

SUCCA враховує напрямок локального потоку,  вводячи в загальне дискретизоване рівняння переносу додатковий вплив навітряних кутових комірок. На малюнку 5 показано як SUCCA застосовується для сітки з дев'ятьох комірок.  Розглядаючи  потік із південно-західного кута в комірку P, то рівняння SUCCA дає  для члена конвективного переносу {\displaystyle {\phi }}
{\displaystyle C_{P}\phi _{P}=\left({\dot {m}}_{w}-{\frac {({\dot {m}}_{s})^{2}}{{\dot {m}}_{w}}}\right)\phi _{W}+\left({\dot {m}}_{s}+{\frac {({\dot {m}}_{s})^{2}}{{\dot {m}}_{w}}}\right)\phi _{SW}+0.\phi _{S}{\text{ for }}0<\theta \leq 45} {\displaystyle {(4)}}
тобто
{\displaystyle C_{P}\phi _{P}=C_{w}\phi _{W}+C_{s}w\phi _{SW}} {\displaystyle {(5)}}
{\displaystyle C_{P}\phi _{P}=\left({\dot {m}}_{s}-{\frac {({\dot {m}}_{w})^{2}}{{\dot {m}}_{s}}}\right)\phi _{W}+{\left({\dot {m}}_{w}+{\frac {({\dot {m}}_{w})^{2}}{{\dot {m}}_{s}}}\right)\phi _{SW}}+0.\phi _{W}{\text{ for }}45<\theta <90} {\displaystyle {(6)}}
тобто
{\displaystyle C_{P}\phi _{P}=C_{s}\phi _{S}+C_{s}w\phi _{SW}} {\displaystyle {(7)}}
Це формулювання задовольняє всі критерії збіжності і стійкості.

На рис.6 показано що, оскільки сітка рафінована,  навітряна схема дає точніші результати, але SUCCA пропонує майже точний розв'язок і є кориснішою  при запобіганні багатовимірним помилкам хибної дифузії.

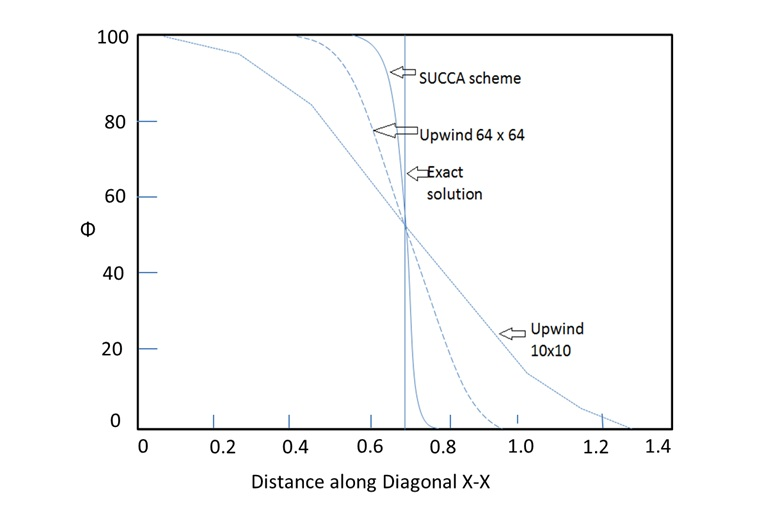
Мал. 6. Порівняння різних схем.